# Karlov pod Ještědem
Karlov pod Ještědem (německy Karlswald) je část města Liberec. Nachází se na západě Liberce. Karlov pod Ještědem leží v katastrálním území Machnín o výměře 11,34 km².

## Historie
První písemná zmínka o vesnici pochází z roku 1787.

## Doprava
Karlovem projíždí autobusová linka 16 liberecké MHD, několik spojů na zdejší autobusové otočce končí. Na území sousedního Machnína, asi 250 metrů od Karlova, se nachází železniční stanice Karlov pod Ještědem ležící na železniční Liberec – Česká Lípa.

## Pamětihodnosti
- Národní přírodní rezervace Karlovské bučiny na severních svazích vrchu Rozsocha